# Bộ Chính trị Ban Chấp hành Trung ương Đảng Xã hội chủ nghĩa thống nhất Đức khóa XI (1986–1989)
Bộ chính trị Ban Chấp hành Trung ương Đảng Xã hội chủ nghĩa thống nhất Đức khóa X (1986-1989) được bầu tại Hội nghị Trung ương lần thứ nhất của Ban chấp hành Trung ương Đảng Xã hội chủ nghĩa thống nhất Đức khóa XI được tổ chức ngày 21/4/1986.

## Ủy viên chính thức
| STT | Họ tên             | Chức vụ đảm nhiệm | Chức vụ đảm nhiệm | Ghi chú                                        |
| STT | Họ tên             | Chức vụ | Nhiệm kỳ          | Ghi chú                                        |
| --- | ------------------ | --- | ----------------- | ---------------------------------------------- |
| 1   | Hermann Axen       | Bí thư Trung ương Đảng phụ trách quan hệ quốc tế, chính trị quốc tế và thông tin đối ngoại                                                                         | 4/1986-11/1989    | Từ chức trong Hội nghị Trung ương lần thứ 10   |
| 2   | Hans-Joachim Böhme | Bí thư thứ nhất Tỉnh ủy Halle | 4/1986-11/1989    | Từ chức sau Hội nghị Trung ương lần thứ 10     |
| 3   | Horst Dohlus       | Bí thư Trung ương Đảng phụ trách tổ chức, tài chính và công tác Đảng. Chủ nhiệm Ban Tổ chức Trung ương Đảng                                                        | 4/1986-11/1989    | Từ chức trong Hội nghị Trung ương lần thứ 10   |
| 4   | Werner Eberlein    | Bí thư thứ nhất Tỉnh ủy Magdeburg | 4/1986-12/1989    |                                                |
| 5   | Werner Felfe       | Bí thư Trung ương Đảng phụ trách Nông nghiệp Ủy viên Hội đồng Quốc phòng Nhà nước                                                                                  | 4/1986-9/1988     | Mất khi đang tại nhiệm                         |
| 6   | Kurt Hager         | Bí thư Trung ương Đảng | 4/1986-11/1989    | Từ chức trong Hội nghị Trung ương lần thứ 10   |
| 7   | Joachim Herrmann   | Bí thư Trung ương Đảng phụ trách tuyên truyền kích động | 4/1986-10/1989    | Miễn nhiệm trong Hội nghị Trung ương lần thứ 9 |
| 8   | Erich Honecker     | Tổng bí thư Trung ương Đảng Bí thư Trung ương Đảng phụ trách cán bộ Chủ tịch Hội đồng Quốc phòng Nhà nước Chủ tịch Hội đồng Nhà nước                               | 4/1986-10/1989    | Từ chức trong Hội nghị Trung ương lần thứ 9    |
| 9   | Werner Jarowinsky  | Bí thư Trung ương Đảng phụ trách Thương mại, ngoại thương, hỗ trợ, các vấn đề Nhà thờ                                                                              | 4/1986-12/1989    |                                                |
| 10  | Heinz Keßler       | Bộ trưởng Bộ Quốc phòng Ủy viên Hội đồng Quốc phòng Nhà nước | 4/1986-12/1989    |                                                |
| 11  | Günther Kleiber    | Phó chủ tịch Hội đồng Bộ trưởng | 4/1986-5/1988     |                                                |
| 11  | Günther Kleiber    | Phó chủ tịch thứ nhất Hội đồng Bộ trưởng Ủy viên Hội đồng Quốc phòng Nhà nước                                                                                      | 5/1988-11/1989    | Từ chức trong Hội nghị Trung ương lần thứ 10   |
| 12  | Egon Krenz         | Bí thư Trung ương Đảng phụ trách an ninh, bang, vấn đề pháp chế | 4/1986-10/1989    |                                                |
| 12  | Egon Krenz         | Tổng bí thư Trung ương Đảng Bí thư Trung ương Đảng phụ trách an ninh, cán bộ, bang, vấn đề pháp chế                                                                | 10/1989-12/1989   |                                                |
| 13  | Werner Krolikowski | Phó chủ tịch thứ nhất Hội đồng Bộ trưởng Ủy viên Hội đồng Quốc phòng Nhà nước                                                                                      | 4/1986-5/1988     |                                                |
| 13  | Werner Krolikowski | Bí thư Trung ương Đảng phụ trách Nông nghiệp Ủy viên Hội đồng Quốc phòng Nhà nước                                                                                  | 5/1988-11/1989    | Từ chức trong Hội nghị Trung ương lần thứ 10   |
| 14  | Siegfried Lorenz   | Bí thư thứ nhất Tỉnh ủy Karl-Marx-Stadt | 4/1986-12/1989    |                                                |
| 15  | Erich Mielke       | Bộ trưởng Bộ An ninh Quốc gia Ủy viên Hội đồng Quốc phòng Nhà nước                                                                                                 | 4/1986-11/1989    | Từ chức trong Hội nghị Trung ương lần thứ 10   |
| 16  | Günter Mittag      | Bí thư Trung ương Đảng phụ trách xây dựng, nghiên cứu và phát triển kỹ thuật, Công đoàn và Chính sách xã hội, Công nghiệp nhẹ Ủy viên Hội đồng Quốc phòng Nhà nước | 4/1986-10/1989    | Miễn nhiệm trong Hội nghị Trung ương lần thứ 9 |
| 17  | Erich Mückenberger | Chủ tịch Ủy ban Kiểm tra Trung ương Đảng | 4/1986-11/1989    | Từ chức trong Hội nghị Trung ương lần thứ 10   |
| 18  | Alfred Neumann     | Phó chủ tịch thứ nhất Hội đồng Bộ trưởng Ủy viên Hội đồng Quốc phòng Nhà nước                                                                                      | 4/1986-11/1989    | Từ chức trong Hội nghị Trung ương lần thứ 10   |
| 19  | Günter Schabowski  | Bí thư thứ nhất Thành ủy Berlin | 4/1986-12/1989    |                                                |
| 20  | Horst Sindermann   | Chủ tịch Hội nghị Nhân dân Ủy viên Hội đồng Quốc phòng Nhà nước | 4/1986-11/1989    | Từ chức trong Hội nghị Trung ương lần thứ 10   |
| 21  | Willi Stoph        | Chủ tịch Hội đồng Bộ trưởng Ủy viên Hội đồng Quốc phòng Nhà nước                                                                                                   | 4/1986-11/1989    | Từ chức trong Hội nghị Trung ương lần thứ 10   |
| 22  | Harry Tisch        | Chủ tịch Công đoàn thống nhất tự do Đức | 4/1986-11/1989    | Từ chức trong Hội nghị Trung ương lần thứ 10   |
| 23  | Wolfgang Herger    | Trưởng ban Ban An ninh Trung ương Đảng | 11/1989-12/1989   | Bầu bổ sung tại Hội nghị Trung ương lần thứ 10 |
| 24  | Hans Modrow        | Bí thư thứ nhất Tỉnh ủy Dresden | 11/1989-12/1989   | Bầu bổ sung tại Hội nghị Trung ương lần thứ 10 |
| 25  | Wolfgang Rauchfuß  | Phó chủ tịch Hội đồng Bộ trưởng | 11/1989-12/1989   | Bầu bổ sung tại Hội nghị Trung ương lần thứ 10 |
| 26  | Gerhard Schürer    | Phó chủ tịch Hội đồng Bộ trưởng Chủ nhiệm Ủy ban Kế hoạch Nhà nước                                                                                                 | 11/1989-12/1989   | Bầu bổ sung tại Hội nghị Trung ương lần thứ 10 |

## Ủy viên dự khuyết
| STT | Họ tên                  | Chức vụ đảm nhiệm                                     | Chức vụ đảm nhiệm | Ghi chú                                                           |
| STT | Họ tên                  | Chức vụ                                               | Nhiệm kỳ          | Ghi chú                                                           |
| --- | ----------------------- | ----------------------------------------------------- | ----------------- | ----------------------------------------------------------------- |
| 1   | Margarete Müller        | Ủy viên Hội đồng Nhà nước                             | 4/1986-12/1989    | nữ                                                                |
| 2   | Ingeburg Lange          | Bí thư Trung ương Đảng                                | 4/1986-11/1989    | nữ                                                                |
| 3   | Gerhard Schürer         | Chủ nhiệm Ủy ban Kế hoạch Nhà nước Hội đồng Bộ trưởng | 4/1986-11/1989    | Trở thành Ủy viên chính thức                                      |
| 4   | Werner Walde            | Bí thư thứ nhất Tỉnh ủy Cottbus                       | 4/1986-11/1989    |                                                                   |
| 5   | Gerhard Müller          | Bí thư thứ nhất Tỉnh ủy Erfurt                        | 4/1986-11/1989    |                                                                   |
| 6   | Julian Chemnitzer       | Bí thư thứ nhất Tỉnh ủy Neubrandenburg                | 11/1989           | Bầu bổ sung tại Hội nghị Trung ương lần thứ 10. Sau đó miễn nhiệm |
| 7   | Günter Sieber           | Trưởng ban Ban Quan hệ Quốc tế Trung ương Đảng        | 11/1989-12/1989   | Bầu bổ sung tại Hội nghị Trung ương lần thứ 10                    |
| 8   | Hans-Joachim Willerding | Phó Bí thư Đoàn Thanh niên Tự do Đức                  | 11/1989-12/1989   | Bầu bổ sung tại Hội nghị Trung ương lần thứ 10                    |